# Chiesa di San Giuseppe (Fasano)
San Giuseppe è una chiesa di Fasano, in provincia di Brindisi.
Si trova sul fianco sinistro della chiesa matrice e risale agli inizi del Novecento: venne consacrata nel 1923 ed è oggi destinata a sala per incontri culturali.
L'interno presenta un ambiente di stile neoclassico, arricchito nel 1994 con sei vetrate realizzate con tecnica “tiffany” da un artista locale, rappresentanti i Quattro Evangelisti, San Giuseppe col Bambino in braccio, e una Croce con la spiga di grano e l'uva.
La chiesa ospita inoltre la grande tela (270 cm x 202 cm) raffigurante la Morte di san Carlo Borromeo, commissionata dal nipote del balì di Santo Stefano per la chiesa matrice ad un anonimo pittore locale. Fu dipinta in stile tardo cinquecentesco ed era in passato custodita nella cappella dedicata al santo nella chiesa matrice. È stata ritrovata in un locale parrocchiale e restaurata nel 1993, per essere quindi sistemata nell'attuale collocazione.